# Bodums församling
Bodums församling är en församling i Norra Jämtlands kontrakt i Härnösands stift. Församlingen ingår i Strömsunds pastorat och ligger i Strömsunds kommun i Jämtlands län i Ångermanland.

## Administrativ historik
Församlingen bildades 1799 genom en utbrytning ur Fjällsjö församling. 
Församlingen var till 1838 annexförsamling i pastoratet Ramsele, Helgum, Fjällsjö, Edsele, Tåsjö och Bodum. Från 1836 till 1838 annexförsamling i pastoratet Ramsele, Fjällsjö, Edsele, Tåsjö och Bodum. Från 1838 till 11 februari 1908 moderförsamling i pastoratet Bodum och Fjällsjö som till 1902 även omfattade Tåsjö församling. Från 11 februari 1908 till 2009 eget pastorat. Församlingen ingår sedan 2009 i Strömsunds pastorat.

## Kyrkor
Bodums kyrka (kyrkort är Rossön)